# B.K.S. Iyengar

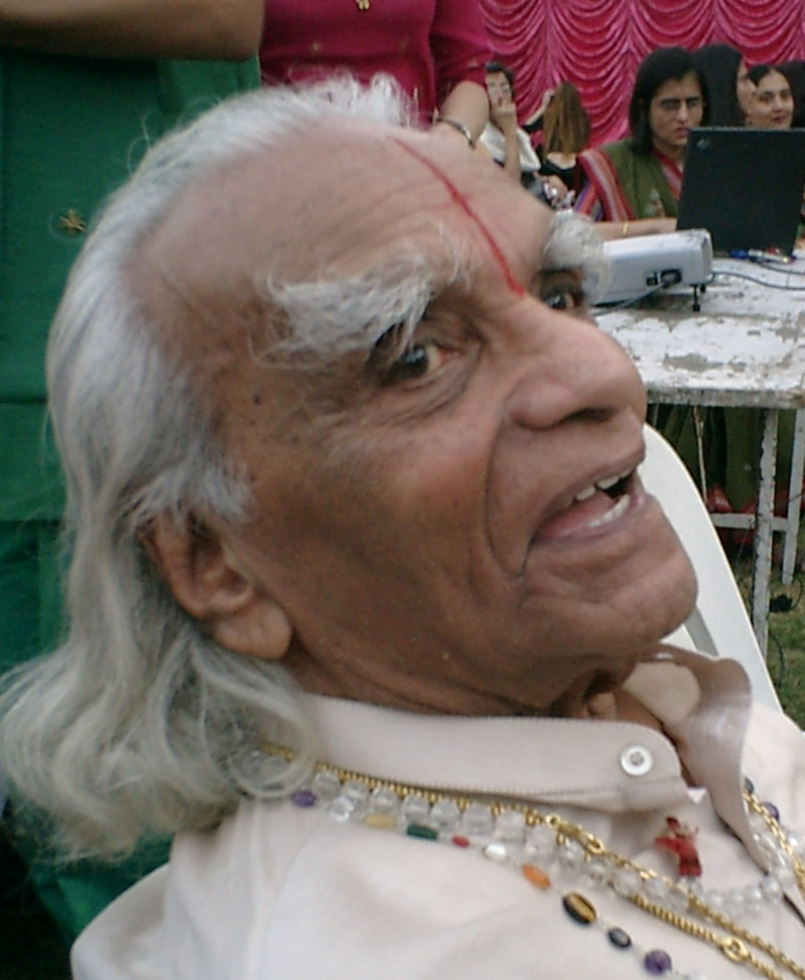
B.K.S. Iyengar

Bellur Krishnamachar Sundararaja Iyengar (vanligen kallad Yogacharya B. K. S. Iyengar), född 14 december 1918 i Bellur i Karnataka i Indien, död 20 augusti 2014 i Pune, var grundaren av Iyengar yoga. Han ansågs vara en av världens främsta yogalärare och utövade och undervisade yoga i mer än 70 år. Han skrev flera böcker om filosofi och praktisk yoga, och var mest känd för sina böcker Light on Yoga, Light on Pranayama och Light on the Yoga Sutras of Patanjali. Iyengar yoga-skolor finns världen över och yogaformen har miljontals utövare.